# Masacre de Borovo Selo
La Masacre de Borovo Selo del 2 de mayo de 1991 (conocido en Serbia como el Incidente de Borovo Selo, en serbio: Инцидент у Боровом Селу), fue una de las primeras escaramuzas militares que llevaron a la desintegración de Yugoslavia. Por lo menos doce policías croatas y tres milicianos serbios murieron durante un cruce de fuego en la localidad de mayoría serbia de Borovo Selo en Croacia oriental. El incidente preparó el camino - y aceleró - el inicio de las Guerras Yugoslavas.

## Antecedentes
Durante la primera mitad de 1991, dos de las seis repúblicas constituyentes de Yugoslavia - Croacia y Eslovenia - buscaron su separación de la Federación Yugoslava. Luego de que las dos repúblicas declarasen su independencia, estallaron dos guerras entre las fuerzas de seguridad de las repúblicas, el Ejército Popular Yugoslavo y (en Croacia) milicias serbias que se oponían al gobierno croata. Estas guerras fueron la Guerra de los Diez Días en Eslovenia y la Guerra Croata de Independencia en Croacia.
Muchos miembros de la minoría serbia en Croacia se oponían a la independencia de Croacia. La población serbia estaba concentrada en tres regiones dentro de Croacia; a lo largo de la frontera con Bosnia y Herzegovina desde Knin hasta Banovina (OAS de Krajina); partes occidentales de Eslavonia, y el norte de Bosnia (Óblast Autónomo Serbio de Eslavonia Occidental); y en la parte oriental de Eslavonia, a lo largo de la frontera con Serbia (OAS de Eslavonia Oriental, Baranja y Sirmia Occidental). En estas tres regiones los serbios locales se oponían a la independencia de Croacia y querían permanecer como parte de Yugoslavia.
En 1990, los serbios croatas establecieron las estructuras políticas y militares que se convertirían en la base de la República Serbia de Krajina. Las áreas habitadas por mayorías serbias declararon su independencia de Croacia el 1 de abril de 1991, seis semanas antes de que Croacia declare su independencia de Yugoslavia, y pronto se les unieron las comunidades serbias de Eslavonia. El gobierno del presidente serbio Slobodan Milošević otorgó a los serbios croatas importante ayuda financiera y logística. El propósito de estas acciones era, de acuerdo con los denunciantes del TPIY, era el de apoyar una "organización criminal conjunta para crear un nuevo estado dominado por serbios donde la población no-serbia había sido removida por la fuerza". La rebelión de los serbios croatas también fue apoyada por varios grupos nacionalistas y partidos políticos en Serbia (además del partido de Milošević, el Partido Socialista de Serbia).
Los eventos en Borovo Selo vinieron luego del Incidente de los Lagos de Plitvice, una escaramuza anterior entre las fuerzas de seguridad croatas y rebeldes serbios en la región de Plitvice.

## La situación en Borovo Selo

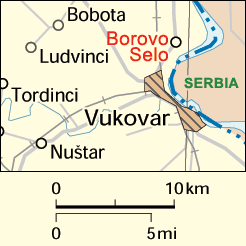
Ubicación y alrededores de Borovo Selo.

Al momento del incidente, Borovo Selo era parte de la municipalidad de Vukovar, en la frontera con Serbia, en el lado oeste del río Danubio. En la municipalidad, que incluía al pueblo de Vukovar y una docena de aldeas aledañas, el censo de 1991 registró a 84,189 habitantes de los cuales 36,910 eran croatas (43.8%), 31,445 serbios (37.4%), 1,375 húngaros (1.6%), 6,124 yugoslavos (7.3%), y 8,335 (9.9%) otro o no declarado. La población de Vukovar mismo era mayoritariamente croata, mientras que la mayoría de la población serbia vivía en los suburbios y aldeas aledañas. Borovo Selo era una comunidad serbia justo al norte de Vukovar, dominada por una gran planta industrial en Borovo Naselje donde trabajaba gran parte de la población de la aldea en 1991.
El crecimiento de las tensiones étnicas y políticas desembocó en una situación de seguridad muy complicada en la zona. Milicias locales fueron creadas en ambos bandos y grupos paramilitares establecieron una presencia importante en la región. Al final de abril de 1991, serbios locales armados asistidos por voluntarios del Partido Radical Serbio de Vojislav Šešelj y otros grupos nacionalistas serbios erigieron barricadas en la aldea de Borovo Selo, según indicó la posterior sentencia contra Šešelj del TPIY. Según lo que habían declarado, tenían la intención de mantener a las milicias croatas fuera de la aldea, aunque en realidad eso también incluía la exclusión de la policía croata y los administradores civiles– en efecto, creando enclaves los cuales Zagreb ya no controlaba. Según Šešelj, su intervención vino a solicitud de Vukašin Šoškočanin, el presidente la comuna de Borovo y comandante de la milicia de Defensa Territorial local. En 1994 Šešelj indicó que sus voluntarios habían sido equipados por la policía serbia, aunque luego se retractó de estas declaraciones diciendo que habían sido parte de un plan de propaganda para dañar la reputación de Milošević en un periodo en que el partido de Šešelj estaba en la oposición.
Eventos similares sucedieron en otras partes de Eslavonia oriental. En un esfuerzo por calmar la situación, el jefe de policía moderado de la región, Josip Reihl-Kir, llegó a un acuerdo en que la policía croata no trataría de entrar a aldeas serbias salvo previa aprobación explícita de las autoridades serbias locales; y a cambio, los serbios estuvieron de acuerdo en desmantelar las barricadas. Sin embargo, según se quejaría más adelante, sus esfuerzos fueron perjudicados por las acciones de croatas nacionalistas que exacerbaron las tensiones. Un incidente en particular ocurrió en Borovo Selo en abril de 1991. Varios miembros del partido nacionalista croata que estaba en el poder, HDZ, probablemente incluyendo a Gojko Šušak, quien luego se convertiría en el ministro de defensa de Croacia, dispararon tres misiles antitanque Armbrust hacia la aldea.  El ataque no hirió ni mató a nadie, pero se convirtió en una cause célèbre en las relaciones entre las dos repúblicas. Uno de los misiles no llegó a explotar y fue mostrado en la televisión serbia como prueba de la agresión sin provocación por parte de los croatas. Este incidente agravó las tensiones en el área de Vukovar y en otros lados en Eslavonia oriental.

## La masacre
Al amanecer del 1 de mayo de 1991, cuatro oficiales de policía croatas entraron en Borovo Selo y trataron de cambiar la bandera de Yugoslavia que estaba en la aldea por la bandera de Croacia. El incidente parece haber sido una decisión espontánea por la celebración del feriado nacional, el Día Internacional de los Trabajadores. Serbios locales armados asociados el régimen  interceptaron a los policías, y luego del tiroteo que le siguió, dos policías resultaron heridos y fueron tomados prisioneros.
El 2 de mayo, las autoridades croatas cerca a Osijek enviaron alrededor de 150 policías a Borovo Selo para liberar a los cautivos. La policía, que viajaba en un convoy de buses y vehículos policiales, llegó a la aldea pero se vio envuelta en un cruce de fuego con milicianos serbios armados. En el caos que se desató, doce policías croatas murieron mientras que otros veinte resultaron heridos. Algunos serbios también murieron en el combate, y aunque no está claro cuantos fueron; el número reportado varía entre tres y veinte. Posteriormente, los militares serbios procedieron a mutilar los cuerpos de los policías croatas muertos.  Los croatas, al igual que algunos observadores externos, vieron esto como una atrocidad calculada para inflamar el odio racial. Pese a que la Segunda Guerra Mundial ya era algo de un pasado distante a esas alturas, las atrocidades cometidas en ese entonces todavía podían ser usadas por políticos nacionalistas como temas de discusión. De hecho, las atrocidades de Borovo Selo fueron categorizadas como "una reconstrucción simbólica de las represalias de Chetniks serbios contra los croatas en la Segunda Guerra Mundial".
Al menos tres diferentes – y contradictorias – explicaciones fueron dadas en relación con los eventos en Borovo Selo.
- Las autoridades croatas indicaron que los policías que fueron enviados a la aldea habían sido invitados a una reunión que había sido acordada por ambas partes y viajaron con banderas blancas de tregua, pero que fueron emboscados por milicianos locales y terroristas de Serbia (haciendo referencia a los paramilitares de Šešelj). Otras fuentes corroboran la versión de la emboscada, aunque con menos detalles, indicando que hubo 15 muertos, incluyendo a 12 croatas y 3 serbios.[12]
- La prensa llegó a una conclusión diferente al recolectar diferentes versiones de los residentes locales, quienes afirmaban que la policía había entrado en la aldea y comenzó a disparar a todo lo que se movía. Según esta versión, los policías tomaron a mujeres y niños de sus casas para usarlos como rehenes, pero finalmente fueron expulsados por los residentes locales.
- Finalmente, el mismo Šešelj dio su testimonio a la televisión de Belgrado junto con clips de vídeo filmados por sus hombres. Afirmó que catorce de sus hombres, además de seis hombres locales y otros dos voluntarios serbios habían sido responsables por el combate con el "Ustashe". Supuestamente habían matado a cien policías croatas, además de un civil,[8] aunque más adelante en su juicio por crímenes de guerra redujo este número a treinta en el lado croata y afirmó que entre ellos se encontraban mercenarios Kurdos.[16]

## Repercusiones de la masacre

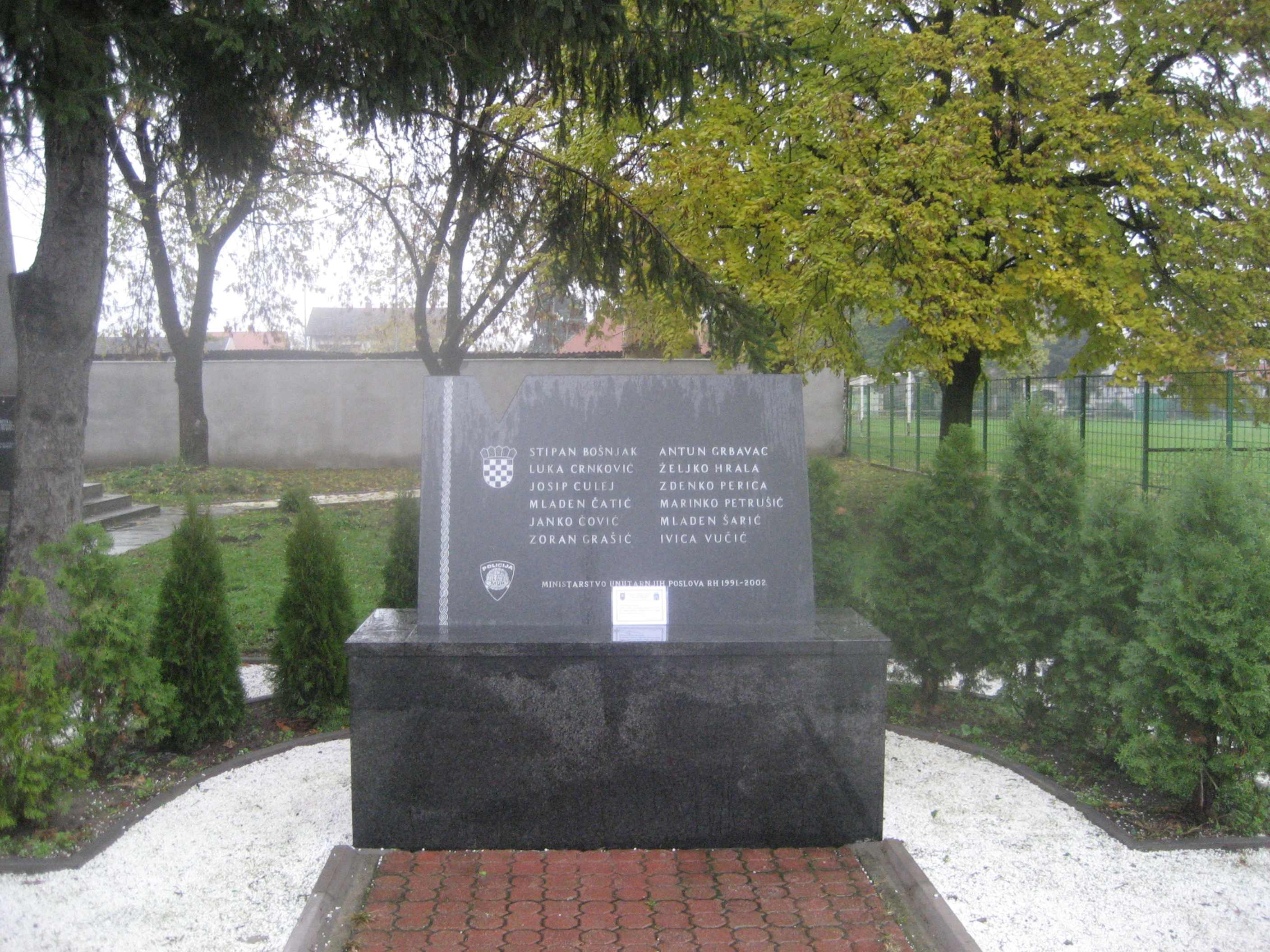
Monumento croata en Borovo Selo

Luego de una reunión de la presidencia yugoslava el 4 de mayo, que condenó la masacre de Borovo Selo, el ministro de defensa yugoslavo ordenó a Ejército Popular Yugoslavo (JNA) que tomase posiciones en el área para actuar como un tapón entre los dos bandos. La 63va Brigada de Paracaidistas estuvo entre los grupos desplegados. El primer ministro federal, Ante Marković, viajó a Borovo Selo para negociar la liberación de los policías croatas que estaban capturados.
El gobierno de Croacia, por su parte, aceptó la mayor presencia del JNA en el área, lo que luego tendría importantes consecuencias en la guerra que se vendría. El gobierno se enfrentó a serias dificultades políticas luego del incidente, el cual había dejado expuesto un grave error de cálculo por parte de las autoridades croatas. También se reportó que las noticias de la masacre había causado "pánico" entre los altos funcionarios del gobierno croata, quienes estaban preocupados de las posibles consecuencias políticas que éste traería para Zagreb. El alcalde de Osijek, Zlatko Kramarić, criticó duramente la falta de preparación croata en sus memorias. El jefe de policía de Osijek, Josip Rejhl-Kirl también se quejó abiertamente de que extremistas croatas se habían apoderado de la situación local y estaban obstruyendo los esfuerzos para negociar la paz; dos meses después fue asesinado por un reservista de la policía croata con vínculos al HDZ.
El incidente sirvió para radicalizar a ambos bandos. Nacionalistas croatas hicieron ver a la masacre como parte de la supuesta estrategia "Bolchevique" de Milošević para importar el ultra-nacionalismo y para-militarismo serbio a Croacia. Un periódico croata describió a los paramilitares serbios como "bestias en forma humana", "animales barbudos de dos patas" y "chupasangres" y presentadores de la televisión estatal comenzaron a referirse a los rebeldes serbios como "Chetniks", volviendo a introducir el término de la Segunda Guerra Mundial al vernáculo diario. El día después del incidente de Borovo Selo, el presidente Tudman apareció en la televisión croata advirtiendo que una "guerra abierta" había empezado y "de ser necesario" el pueblo croata debía alzarse en armas para "defender la libertad y la soberanía de la República de Croacia".  El mismo día, disturbios anti-serbios tuvieron lugar en Zadar y Šibenik en el sur de Croacia, al otro lado del país, de los cuales se acusó al HDZ de Tudman de haber sido cómplice. El incidente produjo lo que algunos han descrito como un "mar de cambios" en los puntos de vista croatas, provocando que la minoría serbia en Croacia – no sólo en las partes separatistas – sean denunciados y en algunos casos agredidos físicamente por ser supuestamente "el enemigo en casa".
Por su parte, la prensa Serbia reportó que el incidente había sido provocado por un intento "genocida" de los croatas para reprimir a la minoría serbia, haciendo comparaciones con el genocidio de serbios por parte de croatas durante la Segunda Guerra Mundial. La interpretación que ambos bandos dieron al incidente fue de que sus propias existencias se veían amenazadas por el otro, y que la separación – de Yugoslavia o de Croacia – era la única opción para asegurar la supervivencia nacional. Luego del incidente, un comentarista indicó que "las posibilidades de que las negociaciones alcancen algún acuerdo no-violento disminuyeron tremendamente." Solo unos meses después, Borovo Selo se encontró en el frente de la Batalla de Vukovar, la batalla más grande de la Guerra Croata de Independencia.